# Río Tinto 3.ª Sección
Río Tinto 3.ª Sección es una localidad del municipio de Centro ubicado en la subregión centro del estado mexicano de Tabasco.

## Geografía
La localidad de Río Tinto 3.ª Sección se sitúa en las coordenadas geográficas 17°54′33″N 93°04′50″O / 17.909167, -93.080556, a una elevación de 16 metro sobre el nivel del mar.

## Demografía
Según el Conteo de Población y Vivienda 2020, efectuado por el Instituto Nacional de Estadística y Geografía, la localidad de Río Tinto 3.ª Sección tiene 1,130 habitantes, de los cuales 575 son del sexo masculino y 555 del sexo femenino. Su tasa de fecundidad es de 2.21 hijos por mujer y tiene 325 viviendas particulares habitadas.
| Gráfica de evolución demográfica de Río Tinto 3.ª Sección entre 1970 y 2020 |
|                                                                             |
| INEGI.                                                                      |